# Marta Arce Payno
Marta Arce Payno   (Valladolid, 27 de juliol de 1977) és una esportista espanyola que competeix en judo adaptat. Va néixer amb albinisme associat a una discapacitat visual. És diplomada en fisioteràpia per la Universitat Autònoma de Madrid i mare de tres fills.
Fou l’abanderada, juntament amb Álvaro Valera, de l’equip paralímpic espanyol als Jocs Paralímpics d'estiu de 2024.

## Palmarès internacional
| Jocs Paralimpics | Jocs Paralimpics | Jocs Paralimpics | Jocs Paralimpics |
| Any              | Ciutat           | Medalla          | Categoria        |
| ---------------- | ---------------- | ---------------- | ---------------- |
| 2004             | Atenas           | 2                | –57 kg           |
| 2008             | Pekín            | 2                | –63 kg           |
| 2012             | Londres          | 3                | –63 kg           |
| 2024             | Paris            | 3                | –57 kg           |